# The Craigslist Killer
The Craigslist Killer är en amerikansk dramatisering från 2011, för TV, om fenomenet The Craigslist Killer: olika mord som begåtts efter kontakt via nätet, närmare bestämt annons-sidan Craigslist. Filmen fokuserar dock på ett av fallen; en brutal serierånare. Filmens övergripande tema är Be careful what you search for.

## Handling
Läkarstudenten Philip Markoff flyttar in med Megan McAllister i en stor lägenhet men får problem med ekonomin och börjar begå våldsamma rån mot kvinnor som annonserat.

## Roller
- Jake McDorman har huvudrollen.
- Agnes Bruckner spelar flickvännen.
- William Baldwin spelar detektiv.

## Övrigt
- Craigslist stängde sektionen för erotiska tjänster efter Philip Markoffs rånturné.[2]
- En bok kom 2009 om samma serierånare; Seven Days of Rage: The Deadly Crime Spree of the Craigslist Killer[3]